# Mandeni (gmina)
Mandeni – gmina w Południowej Afryce, w prowincji KwaZulu-Natal, w dystrykcie iLembe. Siedzibą administracyjną gminy jest Mandeni.